# فيف الريح
يوم فيف الريح هو أحد أيام العرب التي وقعت وقت بعثة النبيّ محمد بمكة، وقعة فيف الريح وهي وقعة كانت بالحجاز بين مذحج وبني عامر، وكانت على مذحج وحلفائها . وفيه أغارت قبائل بني عامر ورئيسهم عامر بن الطفيل على مذحج وخثعم ومراد وزبيد ورئيسهم ذو الغصة الحصين بن يزيد الحارثي وهم منتجعون فيه وقتل منهم مقتله عظيمة وفيها يقول عامر بن الطفيل: 
وقال أبو عبيدة كان يوم فيف الريح عند مبعث النبي ﷺ وأدرك مسهر بن يزيد الإسلام فأسلم.

## سبب القتال
كان بين بني عامر بن صعصعة القيسية من جهة وبني الحارث بن كعب أحد بطون قبيلة مذحج اليمانية عداوات، فأراد الحصين بن يزيد بن شداد بن قنان الحارثي المُلقّب بذي الغصة أن ينتصر لبني الحارث بن كعب، فاستعان ببني جعفي وزبيد وسعد العشيرة ومراد وصداء من بطون مذحج ومعهم قبائل نهد القضاعية وشهران وناهس وأكلب من بطون خثعم وجعلوا أنس بن مدرك الخثعمي قائدهم وأقبلوا يريدون بني عامر وهم منتجعون مكاناً يقال له فيف الريح، ومع مذحج النساء والذراري حتى لا يفروا. فاجتمعت بنو عامر، فقال لهم عامر بن الطفيل: أغيروا بنا على القوم فإني أرجو أن نأخذ غنائمهم ونسبي نساءهم ولا تدعوهم يدخلون عليكم. فأجابوه إلى ذلك وساروا إليهم. فلما دنوا من بني الحارث ومذحج ومن معهم أخبرتهم عيونهم وعادت إليهم مشايخهم، فحذروا فالتقوا فاقتتلوا قتالاً شديداً ثلاثة أيام يغادونهم القتال بفيف الريح، فالتقى الصميل بن الأعور الكلابي وعمرو بن صبيح النهدي، فطعنه عمرو، فاعتنق الصميل فرسه وعاد، فلقيه رجل من خثعم فقتله وأخذ درعه وفرسه.
وشهدت بنو نمير يومئذ مع عامر بن الطفيل فأبلوا بلاء حسناً وسموا ذلك اليوم «حريجة الطعان» لأنهم اجتمعوا برماحهم فصاروا بمنزلة الحرجة، وهي شجر مجتمع. وسبب اجتماعهم أن بني عامر جالوا جولة إلى موضع يقال له العرقوب، والتفت عامر بن الطفيل فسأل عن بني نمير فوجدهم قد تخلفوا في المعركة، فرجع وهو يصيح: يا صباحاه! يا نميراه! ولا نمير لي بعد اليوم! حتى اقتحم فرسه وسط القوم، فقويت نفوسهم، وعادت بنو عامر وقد طعن عامر بن الطفيل ما بين ثغرة نحره إلى سرته عشرين طعنةً. وكان عامر في ذلك اليوم يتعهد الناس فيقول: يا فلان ما رأيتك فعلت شيئاً، فمن أبلى فليرني سيفه أو رمحه، ومن لم يبل شيئاً تقدم فأبلى، فكان كل من أبلى بلاءي حسناً أتاه فأراه الدم على سنان رمحه أو سيفه، فأتاه رجل من بني الحارث اسمه مسهر. فقال له: يا أبا علي أنظر ما صنعت بالقوم! انظر إلى رمحي! فلما أقبل عليه عامر لينظر فطعنة بالرمح في وجنته ففلقها وفقأ عينه وترك رمحه وعاد إلى قومه. وإنما دعاه إلى ذلك ما رآه يفعل بقومه، فقال: هذا والله مبير قومي! فقال عامر بن الطفيل: فأنشد:
وقال مسهر وقد زعم أنهم أخذوا امرأة عامر:
وأسرت بنو عامر يومئذ سيد بني مراد جريحاً، فلما برأ من جراحته أطلق.
وممن أبلى يومئذ أربد بن قيس بن جزء بن خالد بن جعفر، وعبيد بن شريح بن الأحوص بن جعفر؛ وقال لبيد بن ربيعة، ويقال إنها لعامر بن الطفيل:
وقال في ذلك أبو داؤد الرؤاسي أحد بنو كلاب بن ربيعة بن عامر بن صعصعة: